# Lew Urlicht
Lew Aleksandrowicz Urlicht (Ulricht), ros. Лев Александрович Урлихт (ur. 20 września 1901 w Równem, zm. po 1961) – rosyjski emigrant, psychiatra, działacz masoński.

## Życiorys
W 1922 przybył z Rosji do Polski. Studiował na wydziale nauk przyrodniczych uniwersytetu w Warszawie. W 1924 zamieszkał w Paryżu. W 1935 ukończył medycynę na miejscowym uniwersytecie. Pracował jako psychiatra. Jesienią 1939 został zmobilizowany do armii francuskiej. Latem 1940 brał udział w kampanii francuskiej. Do 1942 mieszkał w Tuluzie, po czym wyjechał do Maroka. Wstąpił do wojsk francuskich gen. Charles’a de Gaulle’a. Po zakończeniu wojny powrócił do Paryża, gdzie kontynuował karierę lekarską. Prowadził prywatną praktykę psychiatryczną. Pracował też w paryskich szpitalach. W latach 60. zaangażował się w działalność lóż masońskich „Wierność” i „Jupiter”.